# Spiracme
Spiracme es un género de arañas cangrejo de la familia Thomisidae.

## Especies
- S. baltistana (Caporiacco, 1935)
- S. dura (Sørensen, 1898)
- S. keyserlingi (Bryant, 1930)
- S. lehtineni (Fomichev, Marusik & Koponen, 2014)
- S. mongolica (Schenkel, 1963)
- S. nigromaculata (Keyserling, 1884)
- S. quadrata (Tang & Song, 1988)
- S. striatipes (L. Koch, 1870)
- S. triangulosa (Emerton, 1894)
- S. vachoni (Schenkel, 1963)